# Akademia Baletu Rosyjskiego im. Agrippiny Waganowej
Akademia Baletu Rosyjskiego im. Agrippiny Waganowej (ros. Академия русского балета им. А. Я. Вагановой) – państwowa szkoła baletowa z siedzibą w Petersburgu, jedna z najstarszych na świecie uczelni tego typu; jej nazwa jest ściśle związana z powstaniem i światowym uznaniem rosyjskiej szkoły baletowej. Od 1 listopada 1957 roku nosi imię rosyjskiej primabaleriny i pedagog tańca klasycznego Agrippiny Waganowej (poprzednio – Państwowy Leningradzki Instytut Choreografii / Leningradzka Szkoła Choreografii, wcześniej – Piotrogrodzka Państwowa Szkoła Baletowa; jeszcze wcześniej – Cesarska Szkoła Baletowa); w 1961 roku otrzymała tytuł Akademii i od tego czasu jest znana pod obecną nazwą.

## Siedziba
Budynki Akademii Baletu Rosyjskiego im. Agrippiny Waganowej są położone przy ul. Architekta Rossiego w Petersburgu (ros. улица Зодчего Росси), która prowadzi od Teatru Aleksandryjskiego do placu Łomonosowa. Szkoła składa się z pięciu gmachów, zbudowanych według tego samego projektu, o takiej samej elewacji, co w efekcie daje złudzenie, jakby po obu stronach ulicy znajdowały się jedyne dwa budynki (w rzeczywistości jest ich pięć). Surowość form architektonicznych elewacji podkreśla majestat i splendor gmachu Teatru Aleksandryjskiego. Ulica jest unikalna ze względu na ścisłe podkreślanie kanonów architektonicznych: jej szerokość jest równa wysokości położonych przy niej budynków – 22 metry, natomiast jej długość jest dokładnie dziesięć razy większa i wynosi 220 metry.

## Historia

### XVIII wiek
Szkoła została założona 4 maja 1738 roku z inicjatywy cesarzowej Rosji Anny Romanowej. Zatrudniono francuskiego mistrza tańca klasycznego Jeana-Baptiste’a Landégo, który w specjalnie do tego przygotowanych salach Pałacu Zimowego rozpoczął szkolenie 12 rosyjskich chłopców i dziewcząt. Pierwsi pedagodzy pochodzili z Europy Zachodniej. Byli to wcześniej wymieniony Jean-Baptiste Landé, Austriak Franz Hilverding oraz Włoch Giovanni Canzianni. Pierwszym rosyjskim nauczycielem, który tu nauczał był Iwan Walberg, który wyprodukował wiele ważnych przedstawień baletowych dla Cesarskiego Baletu Rosyjskiego.

### XIX wiek
W 1801 roku do Sankt Petersburga przybył Charles Didelot, który objął stanowisko dyrektora w Cesarskim Balecie Rosyjskim oraz związaną z nim szkołą baletową. Przez 20 lat zajmował się zarówno produkcją przedstawień baletowych, jak również nauczaniem w Cesarskiej Szkole Baletowej, podnosząc poziom edukacji do bardzo wysokiego standardu.
Po Didelocie do Sankt Petersburga przybyli inni mistrzowie sztuki baletowej: Jules Perrot, którego balety Giselle i Esmeralda są chętnie wystawiane także dzisiaj; Arthur Saint-Léon, który wyprodukował Coppélię. W 1847 roku do miasta nad Newą przyjechał nauczyciel, który zapisał się wyjątkowo mocno w historii szkoły i rosyjskiego baletu – Marius Petipa. Podczas trwającego 63 lata pobytu w Sankt Petersburgu zdołał wyprodukować 46 sztuk baletowych oraz ogromną liczbę utworów baletowych o charakterze popisowym (łac. divertissement). We współpracy z Piotrem Czajkowskim Petipa stworzył trzy największe klasyczne arcydzieła baletowe XIX wieku: Jezioro łabędzie, Śpiącą królewnę i Dziadka do orzechów. Do czasów obecnych stanowią one fundament repertuaru klasycznych zespołów baletowych na całym świecie. Wiele prac Petipy otrzymało układy choreograficzne z myślą o studentach Cesarskiej Szkoły Baletowej.
Innymi znanymi mistrzami baletu, którzy uczyli w tym czasie w szkole byli Enrico Cecchetti i Christian Johannson. Synteza eleganckiego stylu francusko-rosyjskiego Johannsona oraz wielka radość szkoły włoskiej dały w efekcie całe pokolenie tancerzy, których nazwiska są synonimem wielkości rosyjskiego baletu: Anna Pawłowa, Tamara Karsawina i Wacław Niżyński.

### XX wiek
Wybitnym absolwentem, który w 1898 roku opuścił mury szkoły, był Michaił Fokin. Układy choreograficzne, które stworzył (Chopiniana, Ognisty ptak, Pietruszka) stały się zapowiedzią nowej ery w tańcu klasycznym. Nauczał on w szkole w latach 1904–1916, a jego uczniowie byli pierwszymi interpreterami jego choreografii. W 1921 roku szkołę ukończył George Balanchine, międzynarodowej sławy choreograf i założyciel New York City Ballet. Wśród innych wybitnych absolwentów, którzy ukończyli szkołę w pierwszych dekadach XX wieku wymienić należy: Fiodora Łopuchowa, Leonida Ławrowskiego, Jurija Grigorowicza, Olga Winogradowa.

#### Okres II wojny światowej
W czasie II wojny światowej nauczyciele i uczniowie szkoły przeżyli trudne chwile, szczególnie w czasie blokady miasta, która trwała niemal 2 lata i 5 miesięcy (od d 8 września 1941 do 27 stycznia 1944 roku). Zginęło w tym czasie ponad milion mieszkańców Leningradu.
19 sierpnia 1941 roku rozpoczęto ewakuację Leningradzkiej Szkoły Choreografii oraz Leningradzkiego Państwowego Akademickiego Teatru Opery i Baletu im. S. M. Kirowa do położonego w odległości ok. 1500 km od Sankt Petersburga (w linii prostej) miasta Perm (który wówczas nazywał się Mołotow). Zakończyła się ona 29 sierpnia. Studenci zostali rozlokowani w wiosce Płatoszino (ros. Платошино), znajdującej się ok. 40 km od Permu. Warunki były bardzo ciężkie. Uczniowie zamieszkali w chacie bez okien, ciężko pracowali na polu, a z uwagi na niedostateczną ilość produktów wydawano im bardzo skromne racje żywnościowe.
W latach 1941–1945, po ewakuacji, w budynku nr 2 Leningradzkiej Szkoły Choreografii mieściła się siedziba Leningradzkiego Okręgu Wojskowego. Specjalnie w tym celu pośrodku budynku wybudowano betonowy bunkier.
Zimą uczniowie zostali przeniesieni do miejscowości Polazna – 45 km od Permu i 22 km od najbliższej stacji kolejowej. Warunki zakwaterowania panujące w tym miejscu były lepsze – dzieci zostały rozlokowane w drewnianych i kamiennych budynkach ze stołówką. Z Mołotowa w celu dawania lekcji przyjechali pedagodzy Leningradzkiej Szkoły Choreografii (N.A. Kamkowa, L.M. Tjuntina i W.P. Mej). Uczniowie chodzili do wiejskiej szkoły, gdzie pobierali lekcje u miejscowych i swoich nauczycieli.
13 kwietnia 1942 roku, uwolniwszy się z blokady Leningradu, do Mołotowa przybyła wycieńczona Agrippina Waganowa. Była bardzo słaba, ale natychmiast przystąpiła do pracy – udała się do Polazny, aby zorganizować klasy. Po kilku miesiącach z Leningradu przybył Nikołaj Pawłowicz Iwanowski, były dyrektor artystyczny Leningradzkiej Szkoły Choreografii, który został mianowany dyrektorem. Przedstawienie egzaminacyjne odbyło się 6 czerwca 1942 roku na scenie Mołotowskiego Teatru Opery i Baletu. Przed jego rozpoczęciem M.Ch. Frangopulo przybliżył historię Leningradzkiej Szkoły Choreografii dodając, że „prawie wszyscy mistrzowie baletu ZSRR byli uczniami szkoły”.
W grudniu 1942 roku uczniowie zostali przeniesieni do Mołotowa, gdzie w lutym następnego roku rozpoczęli nauczanie w budynku położonym na obrzeżach miasta. 19 czerwca 1943 roku Agrippina Waganowa otrzymała tytuł profesora choreografii oraz została zaproszona do Moskwy w celu prowadzenia klasy baletowej zorganizowanej przy Teatrze Bolszoj. 24 listopada weszła w skład nowego kierownictwa tego teatru. W zastępstwie Waganowej opiekę nad uczniami w Mołotowie objęła Ałła Szelest.
Przedstawienia finałowe kończące rok szkolny (a jednocześnie pożegnalne, uroczyście kończące pobyt poza Leningradem) odbyły się w dniach 30 czerwca i 1 lipca 1943 roku. Kilka miesięcy później większość uczniów została zaproszona do Moskwy, aby uczestniczyć w wieczorze pokazu młodych talentów, który miał miejsce 8 listopada 1943 roku w Sali Koncertowej im. Piotra Iljicza Czajkowskiego.
W czerwcu 1944 roku uczniowie wrócili do miasta nad Newą. Szkoła została zorganizowana na nowo w tym samym miejscu – w gmachach przy ul. Architekta Rossiego. Po kilku tygodniach dali przedstawienie na scenie Państwowego Akademickiego Małego Teatru Operowego (obecnie Teatr Michajłowski).
16 sierpnia 1944 roku rozpoczęto nabór do Leningradzkiej Szkoły Choreografii. Na 50 przygotowanych miejsc wpłynęło 150 podań o przyjęcie. Przedstawienia absolwentów odbyły się 4 i 9 grudnia 1944 na scenie Leningradzkiego Państwowego Akademickiego Teatru Opery i Baletu im. S. M. Kirowa. Ta tradycja nie została przerwana do czasów obecnych i te występy corocznie odbywają się na deskach renomowanego Teatru Maryjskiego, którego obecna nazwa została przywrócona w 1992 roku.

#### Lata powojenne (druga połowa XX wieku)
W późnych latach 50. i 60., trzech absolwentów szkoły, którzy zdobyli międzynarodową sławę i uznanie, rozpoczęło karierę sceniczną od występów w Leningradzkim Państwowym Akademickim Teatrze Opery i Baletu im. S. M. Kirowa (obecnie Teatr Maryjski): Rudolf Nuriejew, Natalija Makarowa i Michaił Barysznikow. Dzisiejszymi gwiazdami światowego baletu są inni absolwenci szkoły: Diana Wiszniowa, Uljana Łopatkina, Julija Machalina, Faruch Ruzimatow.

## Władze
Rektorem Akademii Baletu Rosyjskiego im. Agrippiny Waganowej jest obecnie Nikołaj Tsiskaridze, były tancerz Teatru Bolszoj i Teatru Maryjskiego. Dyrektorem artystycznym Akademii jest Żanna Ajupowa, była balerina Teatru Maryjskiego.

## System dydaktyczny
Na terenie uczelni znajduje się 14 profesjonalnie przygotowanych (m.in. nagłośnienie, odpowiednie posadzki) sal tanecznych. Jedna z nich nosi imię Mariusa Petipy, nazwanej tak w celu upamiętnienia tego wybitnego baletmistrza, który tworzył w niej swoje układy choreograficzne.

### Przedmioty wykładane na Akademii

#### Przedmioty taneczne
- taniec klasyczny[12]
- taniec charakterystyczny[12]
- pas de deux[12]
- taniec historyczny[12]
- sztuka gry i mimika[12]
- taniec nowoczesny[12]
- produkcja sceniczna[12]

#### Przedmioty ogólne
- język i literatura rosyjska[13]
- matematyka[13]
- historia[13]
- język angielski[13]
- język francuski[13]
- fizyka[13]
- chemia[13]
- biologia[13]
- geografia i zasady bezpieczeństwa[13]
- gimnastyka[13]